# Gyōson
Gyōson (行尊) (1055 - 21 mars 1135) est un poète et moine japonais bouddhiste de la secte tiantai de la seconde moitié de l'époque de Heian. Il est connu sous le titre de daisōjō (大僧正) du Byōdō-in.
Son père est le sangi Minamoto no Tomohira. Il se fait moine en 1066 et se rend au temple de Mii-dera. Il étudie le vajrayāna avec le moine Raigō et pratique l'ascétisme dans les monts Ōmine, Katsuragi et Kumano. Il est nommé second administrateur du sanctuaire shintoïste Kumano Sanzan puis gojisō (en 1111), gondaisōjō (en 1116) et enfin daisōjō (en 1125).
Il est grand officier du temple bouddhiste Mii-dera et en 1123 nommé grand-prêtre de la secte tiantai, qui est à la base du Mii-dera et du Enryakū-ji.
En tant que poète, il écrit un recueil de poésies waka dans le Gyōson Daisōjō-shū (行尊大僧正集). Un de ses poèmes est inclus dans le Ogura Hyakunin Isshu.